# بير هاسلبرغ
كان بير هاسلبرغ (1 يناير 1850- 25 يوليو 1894)، حتى غير اسمه عام 1870 إلى كارل بيتر أكيسون، نحاتًا سويديًا. نال استحسان النقاد بصورة رئيسة على تمثيلاته العارية المرهفة، والتي وُزعت نسخ منها على نطاق واسع في أماكن عامة ومنازل خاصة في السويد.

## سيرته
وُلد هاسلبرغ في 1 يناير 1850 في قرية هاسلستاد الصغيرة بقرب رونبي في محافظة بليكينج بجنوب السويد.
كان الابن السادس لعائلة فقيرة. كان أبوه شديد التديّن، أيك أندرسون، فلاحًا متواضعًا، وعامل بناء في الجسور، وصانع خزائن.
أنهى هاسلبرغ دراسته بعمر الثانية عشرة وبدأ التدرب على النجارة في كارلشامن، حيث حصل على تدريب بصفة نحات زخرفي أيضًا. بعد ذلك، انتقل إلى ستوكهولم في 1869، حيث تولى عدة وظائف بصفة نحات زخرفي وحضر دروسًا مسائية ودروسًا في نهاية الأسبوع بمدرسة حرفية.
في 1876، حصل على منحة من غرفة التجارة السويدية ليسافر إلى باريس، حيث قُبل في المدرسة الوطنية العليا للفنون الجميلة في العام التالي. درس هناك لثلاث سنوات تحت إشراف النحات والأستاذ الأكاديمي فرانسوا جوفروي. ثم عمل نحاتًا في باريس حتى 1980، عندما عاد إلى ستوكهولم ليفتتح استودو في أوسترمالم.
في 1885، أُدخل إلى مستشفى ساهلغرنيسكا الجامعي بغوتنبرغ بسبب تسلخ الأبهر. استرد عافيته، لكن الأطباء أخبروه بأن أمامه بضع سنوات ليعيشها وحسب.
في 1894، ساء وضعه من جديد وتوفي في 25 يوليو بمستشفى سوفياهيميت في ستوكهولم.
في وقت وفاته، لم يكن عليه ديون، وعنده دفتر طلبيات تبلغ قيمته الإجمالية 30.000 كرونة سويدية، ما يعادل 250.000 دولار أمريكي في عام 2015. كانت وصيته تقتضي أن تُسلم الكتل الرخامية الضخمة، التي يجري شحنها من إيطاليا، والمخصصة لنحت نسختين كبيرتين عن فارفاديرن وناكروسن، لزميله النحات كريستيان إريكسن لينجزها (وقد أنجزها).

## أعماله الكبرى

### سنوكلوكان (زهرة الثلج، باريس 1881)
كان الاسم الفرنسي الأصلي لا بيرس- نيج (كسارة الثلج)، وصنُع في البداية من جبيرة جصية لصالون 1881 بباريس. كانت موديل هاسلبرغ فتاة إيطالية عمرها 16 عامًا. تظهر عند قدميها زهرة ثلج صغيرة، وفُهم التمثال على أنه رمز لحياة جديدة تنبثق من الثلج في الربيع.
كلمة سنوكلوكا ليست في الحقيقة الاسم السويدي المعتاد للزهرة، بل هي سنودروب. إنه اسم شعري نادر اشتُق تاريخيًا من الترجمة الحرفية للاسم الألماني شنيغلوكخن. وهكذا أُضيفت دلالة موسيقية باستخدامه للتمثال، وكانت يدها اليمنى قريبة من أذنها اليمنى.
لم تُقبل زهرة الثلج في صالون 1881 وحسب، بل تلقت أيضًا ذكرًا شرفيًا، ما لم يحققه أي عمل سويدي آخر في ذلك العام. جعله هذا النجاح فنانًا شهيرًا فجأة في السويد، حيث سرعان ما طلب المتحف الوطني السويدي نسخة رخامية. انتهت في 1883، وتلقت ميدالية ذهبية في صالون باريس في العام نفسه. في 1885، حصل متحف غوتنبرغ للفنون على نسخته الرخامية أيضًا. حصل متحف ني كارلسبرغ غليبتوتيك في كوبنهاغن/ الدنمارك على نسخة أيضًا منذ عام 1889. انتشرت النسخ البرونزية في أماكن عامة مثل ماريا سكوير (مارياتورغيت)/ ستوكهولم، وفي فالون برونبي، وقرب سوني (حديقة روتنيروس).
أنتجت شركة بورسلان غوستافسبرغ 1.700 قطعة من الرخام البارياني (تقليد الرخام) بارتفاع 50 سم و625 بارتفاع 60 سم بين 1887 و1926.
قدم التلقي الأحدث لزهرة الثلج في السويد في القرن الحادي والعشرين إضافة جديدة في شكل وجهات نظر نسوية معينة. ادعى أحد مؤلفي كتالوج معرض هاسلبرغ الاستذكاري الكبير بستوكهولم في 2010 أن عيني التمثال المغمضتين ليستا دليلًا على أنه يستيقظ لتوه، بل تظهر أن هاسلبرغ قد «أجبر» «جسد الشابة» على «دخول حالة من اللاوعي».

### فارفاديرن (والد الوالد، باريس 1886)
كان الاسم الفرنسي الأصلي لايول (الجد) وصُنع في البداية من الجبيرة الجصية عام 1886 بباريس وعُرض في قصر الصناعة في العام نفسه. كانت الفكرة الرئيسة إظهار دورة الطبيعة محتوية قطبي الشباب والشيخوخة. تأصلت الفكرة في خلال علاج هاسلبرغ الطويل في مستشفى الجامعة بغوتنبرغ في 1884، والذي عرف بعده أن أمامه بضع سنوات أخرى يعيشها. عرف بالتالي أن العمل المخطط له قد يكون آخر أعماله، وهكذا يكون برهانه الفني.
ازدادت الفكرة حتميةً بعد أن رأى عجوزًا جالسًا يحمل طفلًا نائمًا عاريًا على ركبتيه في جادة بباريس. عندما انتهى العمل، كان أصدقاؤه الفنانون متحمسين حياله، لكن لم يكن المعرض بباريس ناجحًا.
فُقدت النسخ الأصلية التي أنشأها هاسلبرغ بالجبيرة الجصية، لكن نُسخة برونزية وُضعت قرب مكتبة السويد الوطنية بستوكهولم في 1896، ونسخة رخامية من عام 1896 موجودة اليوم أيضًا في متحف غوتنبرغ للفنون.

### غرودان (الضفدع، باريس 1889)
صُنع تمثال غرودان (بالفرنسية لا غرينويل، وبالإنجليزية الضفدع) من الجبيرة الجصية من أجل المعرض الشامل (1889) في باريس وعُرض هناك. ثمة ضفدع بين ركبتي الفتاة. ذكر هاسلبرغ أن فكرة هذه القطعة نشأت عفويًا عندما جلست موديل في الاستوديو الخاص به في استراحة الغداء بهذه الوضعية لتستريح.
لا تعني كلمة غرينويل الفرنسية ضفدعًا وحسب، بل هي لفظة عامية للإشارة إلى بنت الشارع. ليس معروفًا ما إن كان هاسلبرغ مدركًا للمعنى الثاني، لكن عُلق أنه ربما أراد من خلال هذا التمثال التعبير عن نظرة زمانه إلى التوتر بين جانبي الشباب النبيل والأقل نبلًا.
توجد عدة نسخ برونزية معروضة في حدائق عامة في السويد، ونسخ رخامية في مختلف المتاحف. حلّت أحدث نسخة برونزية صُنعت في عام 2009 في أولريتشامن محل نسخة مسروقة ترجع إلى الأربعينيات. أنتجت شركة بورسلان غوستافسبرغ 230 قطعة من الرخام البارياني (تقليد الرخام) بارتفاع 38 سم و241 نسخة بارتفاع 26 سم بين 1906 و1926.

### ناكروسن (زنبقة الماء، ستوكهولم 1892)
عُرض تمثال ناكروسن للمرة الأولى بالجبيرة الجصية في جميعة الفن الدنماركي كونستفورينينجن في كوبنهاغن بعام 1892 ولاحقًا في العام نفسه بغوتنبرغ في السويد. في عام 1893، عُرض في المعرض الكولومبي العالمي بشيكاغو.